# Premio Antonin Artaud
Premio Antonin Artaud es un premio literario francés que fue creado por Jean Digot y algunos poetas el 24 de mayo de 1951 en Rodez, en memoria de Antonin Artaud y se concedió por última vez en 2008.
El objetivo de este premio además de rendir homenaje al escritor que estuvo internado en el asilo psiquiátrico de Rodez entre 1943 y 1946 era llamar la atención de lectores y profesionales del libro sobre una obra, un poeta que merecía tomar un lugar esencial lugar en la poesía contemporánea en francés. Se entrega cada año con motivo de las: “Jornadas de Poesía de Rodez” que se celebran en mayo y desde 2006, corona la totalidad de una obra. Correspondía a los editores proponer un autor para la atención del jurado.

## Galardonados
- 1952: Robert Sabatier, Los festivales solares (Janus)
- 1953: Anne Marie de Backer, El viento de las calles (Seghers)
- 1954: Alain Borne, En un solo insulto (Rougerie)
- 1955: Pierre Delisle, Bosques (Cahiers du Sud)
- 1956: Jean Joubert, Las líneas de la mano (Seghers)
- 1957: Georges Emmanuel Clancier, Una voz (Gallimard)
- 1958: Gastón Puel, Esta canción entre dos estrellas (Henneuse)
- 1959: Hubert June, Cuatro poemas (Oswald)
- 1960: Luc Decaunes, Amor sin pruebas (Laffont) / Rouben Melik, La canción reunida (Seghers)
- 1961: Louis Guillaume, La noche habla (Subervie)
- 1962: Claude Sernet, Los pasos contados (Seghers)
- 1963: Jean Malrieu, Vesper (La ventana en llamas)
- 1964: Georges Herment, Umbral de la Tierra (La ventana en llamas)
- 1965: Roger Kowalski, Le Ban (Chamberland)
- 1966: Loys Masson, La dama de Pavoux (Laffont)
- 1967: Pierre Gabriel, Sólo la memoria (Subervie)
- 1968: Pierre Dargelos, Siempre las hojas (Chamberland)
- 1969: Bernard Noël, El rostro del silencio (Flammarion)
- 1970: Paul Pugnaud, Mineral (Rougerie)
- 1971: Jean Louis Depierris, Cuando el malva se arruga (Seghers)
- 1972: Gilbert Socard, Obras subterráneas (Rougerie)
- 1973: André Miguel, Baile andrógino (Saint Germain des Prés)
- 1974: Simon Brest, La ciudad hundida (ed. du Cratere)
- 1975: Christian Hubin, La palabra sin lugar (La ventana en llamas)
- 1976: Robert Delahaye, Estaciones (Rougerie)
- 1977: Gérard Bayo, Una primavera difícil (Chamberland)
- 1978: Jean Rivet, Los hermosos momentos (Saint-Germain-des-Prés)
- 1979: Roland Reutenauer, Mañana los tenedores (Rougerie)
- 1980: Gérard Le Gouic, Geografía del río (Telen Arvor)
- 1981: Denise Borias, Las estaciones del cuerpo (Rougerie)
- 1982: Luis Dubost, Here's Life (Laurence Olivier Four) / Henri Dufor, Open Fire (Subervie)
- 1983: Yves Broussard, Cruzando lo Inexorable (Sur)
- 1984: Jean Pierre Siméon, Fuga de lo inmóvil (Cheyne)
- 1985: Gilles Baudry, Nevó tanto silencio (Rougerie)
- 1986: Michel Cosem, A los ojos de la leyenda (Dominique Bedou)
- 1987: Jacques Lovichi, Fracturas del silencio (Sur)
- 1988: Jean François Mathé, Contracciones adicionales del corazón (Rougerie)
- 1989: Casimir Prat, Viven la tarde (Ed. de l'Arbre)
- 1990: Pierre Dhainaut, Un libro de aire y memoria (Sur)
- 1991: Lionel Ray, Una especie de cielo (Gallimard)
- 1992: Dominique Sorrente, Pequeña suite de horas (Cheyne)
- 1993: Jeannine Baude, Era un paisaje (Rougerie)
- 1994: Gilles Lades, Las fraguas de Abel (La Bartavelle)
- 1995: Marcel Migozzi, Habremos vivido (Télo Martius)
- 1996: Max Alhau, Bajo el sello del silencio (Rougerie)
- 1997: Jean Marc Tixier, El pájaro de arcilla (Arcantère)
- 1998: Alain Lambert, Mantenimiento de invierno (Æncrages & Co)
- 1999: Pierre Descamps, Municipios (Jacques Brémond)
- 2000: Chantal Dupuy Dunier, Initiales (Ediciones Voix d'Encre)
- 2001: Joel Bastardo, Beule (Gallimard)
- 2002: Franck Castagne, Ofrendas de la memoria (Ediciones Voix d'Encre)
- 2003: Christian Viguié, La luz dura (Rougerie)
- 2004: Michael Glück, Esa cosa, mi madre (Jacques Brémond)
- 2005: Sin asignar
- 2006: Mathieu Bénézet, Pero una galaxia, antología 1977-2000 (Coedición Obsidiane, Le Temps qu'il fait)
- 2007: Patrick Wateau, Ingres (José Corti)
- 2008: Auxemery, Animales industriosos (Flammarion)